# Keiko Han
Keiko Han (潘 恵子?, Han Keiko; Tokyo, 5 aprile 1953) è un'attrice e doppiatrice giapponese.
Dopo aver studiato arti drammatiche alla Nihon University, inizia la propria carriera presso la Aoni Production, cantando il tema principale di alcune importanti produzioni dell'epoca come Là sui monti con Annette o Flo, la piccola Robinson. 
Tuttavia Han Keiko diventerà popolare soltanto in seguito, lavorando come doppiatrice e prestando la propria voce ai personaggi di alcune celebri serie anime come Luna e Queen Beryl in Sailor Moon, Lalah Sune in Mobile Suit Gundam e Lady Isabel ne I Cavalieri dello zodiaco.
Ha inoltre partecipato anche alla serie televisiva live action Bishōjo senshi Sailor Moon andata in onda nel 2003.
È madre della doppiatrice Megumi Han.

## Ruoli interpretati

### Serie animate
- Air (Yaobikuni)
- Avenger (Cecil)
- Bamboo Blade (madre di Toraji)
- Cautious Hero (Ishtar)
- D'Artacan (Giulietta)
- Dancouga (Annette)
- Hunter × Hunter (2011) (Mito Freecss)
- I Cavalieri dello zodiaco (Saori Kido)
- Iroduku: Il mondo a colori (Yuzuha Tsukishiro)
- L'imbattibile Daitarn 3 (madre, Kelly)
- L'invincibile robot Trider G7 (Ikue Sunahara)
- Le fiabe son fantasia (Josephine)
- Mobile Suit Gundam (Lalah Sune, Icelina Eschönbach)
- Mobile Suit Z Gundam (Lalah Sune)
- Pokémon (Professoressa Ivy)
- Sailor Moon (Luna, Regina Beryl)
- Sazae-san (Ukie Isasaka (2^ voce))
- Space Dandy (Pup)
- Digimon Beatbreak (Gekkomon)

### OVA
- Dirty Pair: Affair on Nolandia (Missiny)
- Hyper-Psychic-Geo Garaga (Farla)
- I Cavalieri dello zodiaco - Saint Seiya - Hades (Saori Kido (solo Capitolo Santuario))
- Legend of the Galactic Heroes (Annerose von Grunewald)
- Maetel Legend - Sinfonia d'inverno (Prometheum)
- Megalopolis (Yukari Tatsumiya)

### Film animati
- I Cavalieri dello zodiaco - La dea della discordia (Saori Kido)
- I Cavalieri dello zodiaco - L'ardente scontro degli dei (Saori Kido)
- I Cavalieri dello zodiaco - La leggenda dei guerrieri scarlatti (Saori Kido)
- I Cavalieri dello zodiaco - L'ultima battaglia (Saori Kido)
- I Cavalieri dello zodiaco - Le porte del paradiso (Saori Kido)
- Locke the Superman (Jessica Olin/Amelia)
- Lupin III - La leggenda dell'oro di Babilonia (Qing Xiao)
- Mobile Suit Gundam III: Incontro nello spazio (Lalah Sune)
- Mobile Suit Gundam: Il contrattacco di Char (Lalah Sune)
- Pokémon 2 - La forza di uno (Professoressa Ivy)
- Roots Search (Moira)
- Sailor Moon R The Movie - La promessa della rosa (Luna)
- Sailor Moon S The Movie - Il cristallo del cuore (Luna)
- Sailor Moon SS The Movie - Il mistero dei sogni (Luna)
- Sea Prince and The Fire Child (Piale)
- The Door to Summer (Ledania Francois)

### Videogiochi
- Double Dragon (Rebecca)
- Dragon Quest XI S: Echi di un'era perduta - Edizione Definitiva (Ygdragon)
- Dragon Quest III HD-2D Remake (Regina Drago)
- Dynasty Warriors: Gundam (Lalah Sune)
- Dynasty Warriors: Gundam 2 (Lalah Sune)
- Granblue Fantasy (Robomi)
- I Cavalieri dello zodiaco - Il Santuario (Saori Kido)
- Mobile Suit Gundam: Journey to Jaburo (Lalah Sune)
- Mobile Suit Gundam: Encounters in Space (Lalah Sune)
- Orphen: Scion of Sorcery (Quaris)
- Pretty Soldier Sailor Moon S (Luna)
- Project Justice: Rival Schools 2 (Yurika Kirishima)
- Super Robot Wars A Portable (Lalah Sune)
- Super Robot Wars Z2: Destruction Chapter (Ikue Sunabara)
- Super Robot Wars Z2: Rebirth Chapter (Ikue Sunabara)
- Super Robot Wars Z3: Hell Chapter (Ikue Sunabara)
- Super Robot Wars Z3: Heaven Chapter (Ikue Sunabara)
- Super Robot Wars T (Ikue Sunabara)
- World of Final Fantasy (Pellinore)